# De Nederlandsche Scheeps-Bouw-Konst Open Gestelt
De Nederlandsche Scheeps-Bouw-Konst Open Gestelt (1697) is een handboek over de scheepsbouw in de Republiek der Nederlanden, geschreven door Cornelis van Yk. Dit boek wordt samen met Aeloude en hedendaegsche Scheepsbouw en Bestier (1671), het werk van Nicolaes Witsen, als pionierswerk beschouwd die veel bijgedragen heeft aan het beeld van de 17e-eeuwse Nederlandse scheepsbouw.

## Inhoud
Het boekwerk telt 37 hoofdstukken, voorafgegaan door opdracht, inleiding, en lofdicht. De eerste vier zijn beknopt gewijd aan de geschiedenis en de werkwijze van andere mogendheden zoals Engeland en Frankrijk. Van Yk beschrijft met name diverse aspecten van de Engelse scheepsbouw die beter zouden zijn dan in de Nederlandse, zoals het slankere verloop van Engelse voor- en achtersteven en het gebruik van een kortere stern.
In hoofdstuk vijf begint Van Yk met de beschrijving van het werk in zijn tijd. Eerst worden de voorwaarden benoemd, de vaardigheden van de mensen, de werf en het benodigde gereedschap en materialen. Dan volgen de beschrijvingen en maten van de onderdelen van de romp, de masten, het tuig, de zeilen en blokken. Dan volgen nog enige hoofdstukken over kosten, bestekken van binnenlandse vaartuigen, zeileigenschappen en enige voorvallen. Hiermee zijn de vijf aspecten besproken die nodig zijn om een schip te kunnen bouwen: materialen, afmetingen, vorm, werkvolgorde en -methode; en is op die manier een praktisch handboek verkregen.
Het boek eindigt met een na-rede uit 1696. Ter illustratie van de tekst is het boek gevuld met kopergravures die grotendeels gemaakt zijn door Jan Luyken en zijn zoon Caspar.

## Historische waarde

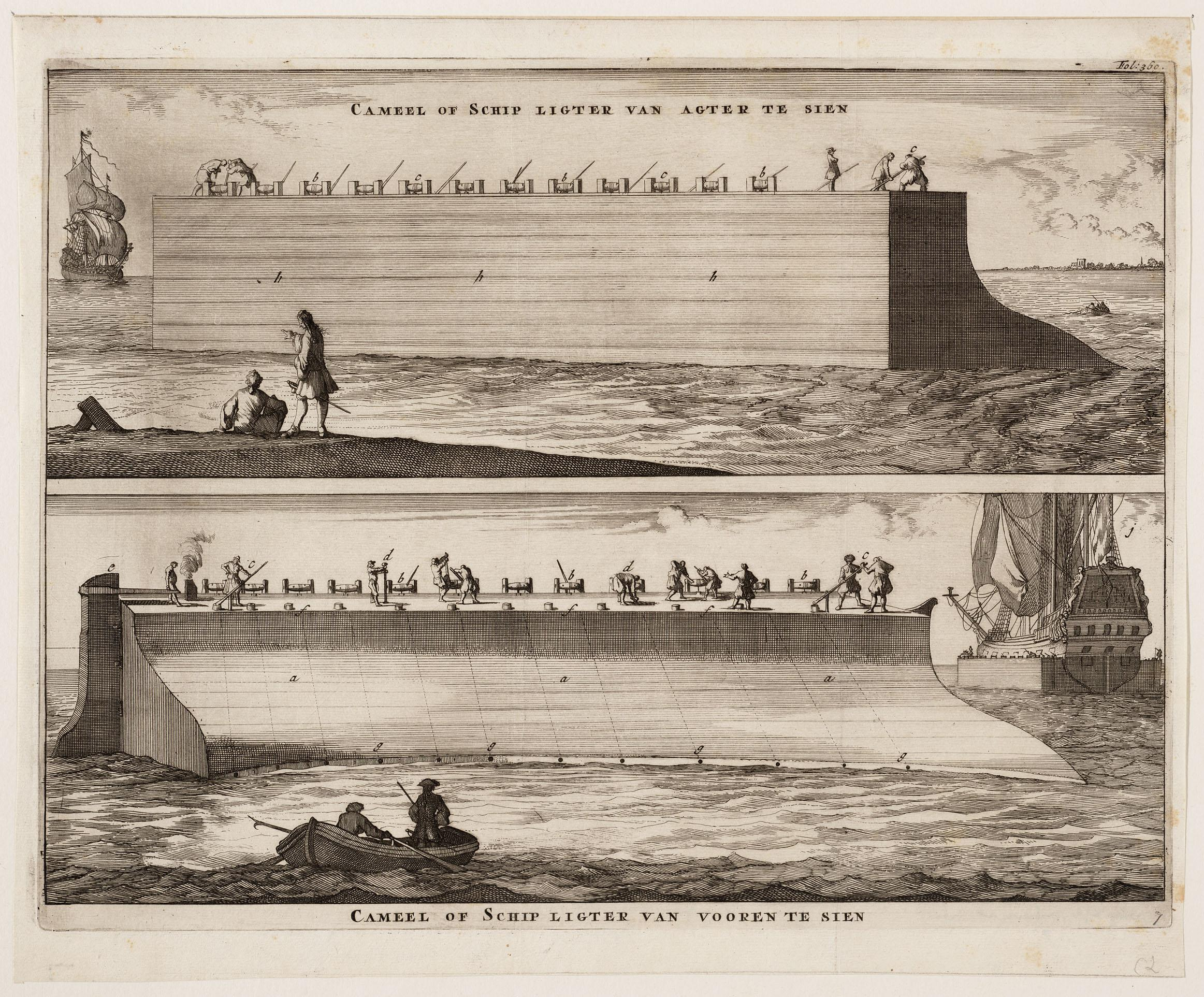
Aanzichten van een scheepskameel

De bouwwijze van zeventiende-eeuwse schepen is redelijk goed bekend door de werken van Van Yk en Witsen: hoewel tot begin 2000 vooral naar enkele goede scheepsmodellen uit de zeventiende eeuw gekeken werd om een beeld te krijgen van zeventiende-eeuwse scheepsbouw, hebben de werken van Van Yk en Witsen sindsdien als inspiratiebronnen gediend voor de toenemende mate waarmee 'historische scheepsbouwkundige geschriften' worden geraadpleegd.

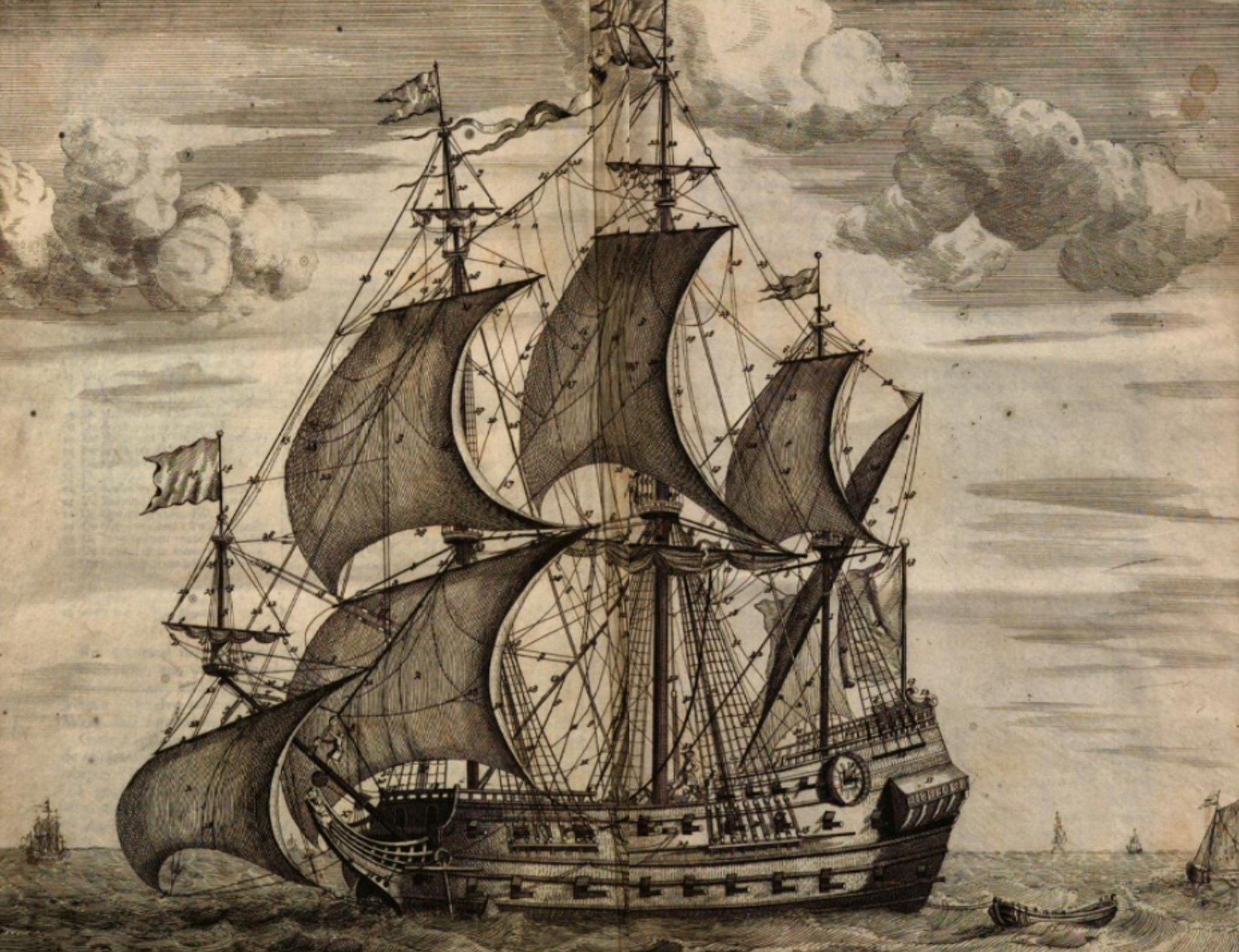
"Een Toegetakeld Schip met deszelvs staand en loopend Touwwerk"

Van Yks boek onderscheidt zich echter van die van Witsen door de  duidelijk beschreven methodes van werken die hun basis hebben in Van Yks ervaring. Er wordt in de literatuur gesuggereerd dat Witsen directe ervaring miste en ook geen inzicht had in de scheepsbouwpraktijk, waardoor er een aantal essentiële zaken in zijn boek ontbreken die Van Yk wel uitgebreid zou beschrijven, zoals bijvoorbeeld bouwmethoden. Hierover is echter geen consensus: er zijn bronnen die zeggen dat Witsen juist door zijn relatief beperkte kennis zeer in detail treedt in zaken die Van Yk weglaat aannemende dat het algemene kennis voor de bouwer betreft. Hierdoor zou juist Witsens boek informatiever zijn voor de hedendaagse lezer die niet bekend is met de 17e-eeuwse technieken en het jargon. Overigens komen in beide werken concepten voor die wellicht te bevatten waren voor de 17e-eeuwse scheepsbouwer, maar die door hedendaagse specialisten moeilijk te doorgronden zijn.
Een ander onderscheid tussen de twee boeken is dat de twee mannen uit verschillende scheepsbouwtradities stamden. Terwijl de Amsterdamse Witsen uit een noordelijke traditie kwam, kwam de in Rotterdam tot wasdom gekomen Van Yk uit een zuidelijk-Hollandse scheepsbouwtraditie. Het betreft wezenlijke verschillen in ontwerpmethodes en bouwvolgordes, maar het verschil in traditie komt reeds tot uiting door het gebruik van verschillende benamingen voor dezelfde scheepsonderdelen in de boeken.
Van Yk had het voordeel enkele decennia na Witsen zijn boek te hebben geschreven. Hij heeft dan ook onder andere uit Witsens werk geput. Een Engels essay uit 1791 citeert een boekcatalogus die ondubbelzinnig stelt dat Van Yks boek uit diverse voorgaande werken is "t'samengestelt" en door Van Yk is aangevuld met eigen aantekeningen. Dit is overigens niets anders dan wat Van Yk zelf al stelt in zijn Voor-rede.

## Enkele prenten
| - Het smeden van een scheepsanker - "'t Schip van Hendrik Stevin" en "t Schip van de Heer van Son". - Boven: Een schip wordt te water gelaten. Onder: Een scheepsspiegel - Ontwerp van een scheepskanon - Boven: Scheepsromp wordt gemeten à la Hudde - Ark van Noach volgens Van Yk. |